# Billboard
Billboard est un magazine hebdomadaire américain consacré à l'industrie du disque, fondé en 1894. Il publie plusieurs classements (en anglais : charts) qui reflètent chaque semaine le succès des titres musicaux et albums les plus populaires. L’édition française numérique de Billboard (Billboard France) est lancée le 14 février 2025.
Son classement le plus connu est le Billboard Hot 100 qui classe les 100 meilleurs titres indépendamment de leur genre musical. Le Billboard 200 est cependant pour les ventes d'albums. 

## Histoire
Le premier numéro de Billboard a été publié le 1er novembre 1894, à Cincinnati dans l'Ohio, par William Donaldson et James Hennegan,. Le Billboard magazine couvrait à l'origine les carnavals, mais la place consacrée à la musique prit une telle ampleur qu'il se spécialisa dans les années 1950. Le premier Hit parade a été publié le 4 janvier 1936, suivi par le Music Popularity Chart (classement de popularité) le 20 juillet 1940. Depuis 1958, le classement du Billboard Hot 100 est calculé en fonction des ventes de singles et de la fréquence de leur passage à la radio.

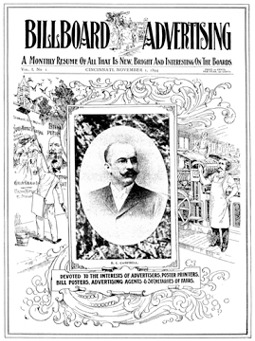
Première édition, 1894.
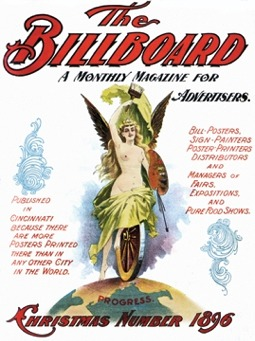
Noël 1896.
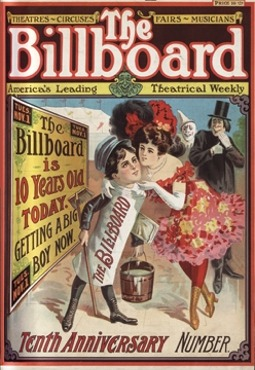
Édition du 10e anniversaire, 1904.

### Émissions de radio
Pendant de nombreuses années, l'émission hebdomadaire American Top 40 (en), animée par Casey Kasem (de 1970 à août 1988, et de 1998 à 2004) et Shadoe Stevens (d'août 1988 à février 1994) jouait dans l'ordre inverse les meilleurs 40 titres du Billboard. En 2004, Kasem a été remplacé par le présentateur d'American Idol, Ryan Seacrest.
Une version country d'American Top 40 (en), appelée American Country Countdown a vu le jour en 1973 et est animée par Bob Kingsley (en).

### LeBillboardaujourd'hui
Le magazine couvre de nombreux domaines, de la vente de DVD au nombre de téléchargements de musique sur internet. Il est disponible en kiosque ; toutefois, ce sont les professionnels de l'industrie musicale qui constituent l'essentiel de son lectorat.

## Méthode de classement
Le magazine Billboard utilise le système Nielsen SoundScan pour classer les morceaux et les albums. De manière générale, ce système comptabilise les achats d'albums ou de morceaux à l'unité dans les magasins équipés du système SoundScan. Un autre système, appelé Broadcast Data Systems (BDS), est également utilisé par Billboard pour la diffusion en radio. Chaque fois qu'une radio équipée du système BDS diffuse un titre, il est comptabilisé ; ce qui permet de déterminer la fréquence à laquelle tout titre est diffusé sur les ondes.
Sur la base de ces informations, Billboard établit ses charts hebdomadaires, chacun ayant ses spécificités et son système de notation différents. Cela peut entraîner des différences notables entre les classements : l'exemple type est le titre Into the Groove de Madonna, qui n'était disponible que sur disque 12 pouces à l'époque. Il a été refusé pour cette raison par le Billboard Hot 100, mais a été classé au palmarès des titres de rhythm and blues, qui ne comportait pas cette limitation.
Longtemps, il fallut qu'un titre ait été mis en vente pour pouvoir figurer dans un classement du Billboard. En effet, les systèmes SoundScan et BDS n'étaient pas encore inventés et les classements se fondaient sur les résultats des ventes et des rapports des stations de radio. En 1990, le palmarès country fut le premier à utiliser les systèmes SoundScan et BDS, suivi du Hot 100 et du classement Rhythm and blues en 1991. Aujourd'hui, tous les classements du Billboard se fondent sur ces systèmes.
Avant septembre 1995, le classement des titres lors de leur sortie n'était fait que sur la base de leur fréquence de passage à la radio. Cette règle a alors changé et jusqu'en 1998 un titre n'était classé qu'après la première semaine de vente. Cela permettait à un titre d'atteindre la première place dès son entrée aux palmarès.
En décembre 1998, cette règle fut modifiée à nouveau pour revenir à l'ancienne. Cette décision fut prise afin de mieux correspondre aux changements de l'industrie musicale: en effet, dès les années 1980, certains succès n'ont jamais été vendus en single, dans l'espoir de faire gonfler les ventes de l'album correspondant. Dès lors, ces titres ne sont jamais apparus dans le Hot 100. Parmi ces derniers, on trouve All Apologies de Nirvana, Lovefool des Cardigans, Walking on the Sun de Smash Mouth, How Bizarre par OMC, Virtual Insanity de Jamiroquai, Santa Monica par Everclear, Disarm des Smashing Pumpkins, le titre Zombie des Cranberries, ainsi que de nombreux hits de Green Day, des Offspring, No Doubt, Red Hot Chili Peppers, Thirty Seconds to Mars, Alanis Morissette ou des Foo Fighters.
Depuis 2005, le Billboard magazine a adapté sa méthode pour inclure également le nombre de téléchargements internet sur des sites comme iTunes.

## Investisseurs
De 1994 à 2009, Billboard appartient à Verenigde Nederlandse Uitgeverijen (VNU), un conglomérat de presse néerlandais (le groupe s'appelle Nielsen à partir de 2007).
En 2009, Billboard est acquis par e5 Global Media Holdings (qui devient ensuite Prometheus Global Media), avant de fusionner en 2018 en Valence Media (qui fait désormais partie de Media Rights Capital).

## Types de charts
Aux côtés des deux plus célèbres, le Hot 100 et le Billboard 200, on peut trouver une multitude d'autres hit parades, et pour chacun des styles musicaux suivants : rock, country, dance, bluegrass, jazz, musique classique, RnB, rap, musique électronique, latino, musique chrétienne, world music ; et même un palmarès pour les sonneries téléphoniques…

## Fin de l'année
À la fin de chaque année, le magazine condense le résultat de tous ses classements, et l'artiste le plus vendeur de chaque catégorie se voit décerner un Billboard Music Awards lors d'une cérémonie qui se déroule en mai depuis 2011, car précédemment en décembre. Les résultats sont également publiés dans la dernière édition de l'année du magazine ainsi que dans l'émission American Top 40 (en).
Depuis peu, les Billboard Latin Awards récompensent les artistes de la musique latine.

## Classements duBillboard Magazine

### Classements parsingles
- Adult Contemporary
- Adult Contemporary Recurrents
- Adult R&B Airplay
- Adult Top 40
- Billboard Hot 100
- Bubbling Under Hot 100 Singles
- Bubbling Under R&B/Hip-Hop Singles
- Canadian Singles Chart
- Dance Radio Airplay
- Hot 100 Airplay
- Hot 100 Singles Sales
- Hot 100 Singles Recurrents
- Hot 100 Recurrent Airplay
- Hot Christian Singles & Tracks
- Hot Christian Adult Contemporary
- Hot Country Recurrents
- Hot Country Singles Sales
- Hot Country Singles & Tracks
- Hot Dance Club Songs
- Hot Dance Music/Club Play
- Hot Dance Singles Sales
- Hot Digital Songs
- Hot Rap Tracks
- Hot R&B/Hip-Hop Airplay
- Hot R&B/Hip-Hop Songs
- Hot R&B/Hip-Hop Singles & Tracks
- Hot R&B/Hip-Hop Recurrents
- Hot R&B/Hip-Hop Recurrent Airplay
- Hot Gospel Tracks (en)
- Hot Latin Tracks
- Hot Ringtones
- Hot Videoclips
- Rock Airplay
- Japan Hot 100
- Latin Pop Airplay
- Latin Rhythm Airplay (en)
- Latin Regional Mexican Airplay (en)
- Latin Tropical Airplay (en)
- Mainstream Rock Tracks
- Modern Rock Tracks
- Pop 100
- Pop 100 Airplay
- Rhythmic Top 40 (en)
- Top 40 Adult Recurrents
- Top 40 Mainstream

### Classements par albums
- Billboard 200
- Top R&B/Hip-Hop Albums
- Top R&B/Hip-Hop Catalog Albums
- Top Country Albums
- Top Country Catalog Albums
- Top Rap Albums
- Top Bluegrass Albums
- Top Electronic Albums
- Top Independent Albums
- Top Pop Catalog Albums
- Top Internet Albums
- Top Latin Albums
- Top Latin Pop Albums
- Top Regional Mexican Albums
- Top Tropical Albums
- Top Latin Rhythmic Albums
- Top Compilation Albums
- Top Comedy Albums
- Top Classical Albums
- Top Classical Crossover Albums
- Top Classical Budget Albums
- Top Classical Midline Albums
- Top Holiday Albums
- Top Canadian Albums
- Top Blues Albums
- Top Christian Albums
- Top Contemporary Jazz
- Top Gospel Albums
- Top Jazz Albums
- Top Kid Audio
- Top New Age Albums
- Top Reggae Albums
- Top World Music Albums
- European Top 100 Albums
- Top Soundtracks
- Billboard Comprehensive Albums
- Top Heatseekers
- Heatseekers/East North Central
- Heatseekers/Mountain
- Heatseekers/Northeast
- Heatseekers/Pacific
- Heatseekers/South Atlantic
- Heatseekers/South Central
- Heatseekers/West North Central

### Classements des vidéos
- Top VHS Sales
- Top Video Rentals
- Top DVD Sales
- Top Video Game Rentals
- Top Kid Video
- Top Music Video
- Billboard Comprehensive Music Videos
- Top Video Sales - Health & Fitness
- Top Video Sales - Recreational Sports DVD

### Classements des ventes annuelles de disques
- Year-end Charts Jazz Albums

## Éditions internationales
| Titre                      | Pays        | Lancement |
| -------------------------- | ----------- | --------- |
| Billboard Argentina (en)   | Argentine   | 2013      |
| Billboard Brasil           | Brésil      | 2009      |
| Billboard Canada           | Canada      | 2023      |
| Billboard China (en)       | Chine       | 2016      |
| Billboard France           | France      | 2025      |
| Billboard Japan            | Japon       | 2006      |
| Billboard Philippines (en) | Philippines | 2016      |
| Billboard Thailand         | Thaïlande   | 2016      |
| Billboard Việt Nam (en)    | Viêt Nam    | 2017      |

| Titre                    | Pays      | Lancement | Arrêt |
| ------------------------ | --------- | --------- | ----- |
| Billboard Greece (en)    | Grèce     | 2011      | 2013  |
| Billboard Indonesia (en) | Indonésie | 2018      | 2020  |
| Billboard Türkiye (en)   | Turquie   | 2006      | 2010  |